# دنتون (جورجیا)
دنتون، جورجیا (به انگلیسی: Denton, Georgia) یک شهر در ایالات متحده آمریکا با جمعیت ۲۶۹ نفر است که در جورجیا واقع شده‌است.

## موقعیت جغرافیایی
موقعیت جغرافیایی شهرها و مناطق اطراف به شرح زیر است: